# فصلنامه واشینگتن
فصلنامهٔ واشینگتن یک مجله فصلی در روابط بین‌الملل است که به تجزیه‌وتحلیل تغییرات استراتژیک جهانی می‌پردازد و توسط مدرسهٔ الیوت امور بین‌المللی (دانشگاه جرج واشینگتن) تولید می‌شود. پیش از بهار ۲۰۱۴، مجله توسط مرکز مطالعات استراتژیک و بین‌المللی و روتلج منتشر می‌شد و به موضوعاتی مانند نقش آمریکا در جهان، قدرت بزرگ جهانی، دفاع موشکی، سلاح کشتارجمعی، دیدگاه‌های جهانی برای کاهش تروریسم، پیامدهای تغییرات سیاسی جهانی، نمایشی از کنگره ایالات متحده آمریکا و مقالات عمومی در عرصهٔ امور بین‌الملل می‌پرداخت.